# Muzeum Uniwersytetu Marii Curie-Skłodowskiej w Lublinie
Muzeum Uniwersytetu Marii Curie-Skłodowskiej w Lublinie – muzeum położone w Lublinie, działające w strukturze organizacyjnej Uniwersytetu Marii Curie-Skłodowskiej. Jego siedzibą jest gmach Biblioteki Głównej UMCS przy ul. Radziszewskiego 11.
Placówka powstała w 1980 roku jako Zakład Nauk Pomocniczych Historii i Bibliotekoznawstwa z Pracownią „Muzeum UMCS". W tej formie działała do 1999 roku, kiedy to została wyłączona ze struktury Zakładu i przekształcona w samodzielną jednostkę: Archiwum i Muzeum UMCS.

Muzeum zajmuje się gromadzeniem zbiorów, związanych z historią uczelni, w szczególności ikonografii oraz relacji prasowych. Posiada również bogaty zbiór prac sztuki współczesnej (rysunki, grafiki, ekslibrisy).

Muzealne zbiory prezentowane są w ramach wystawy stałej w budynku Biblioteki oraz tematycznych wystaw czasowych.